# Агуавіва (Теруель)
Агуавіва (ісп. Aguaviva, кат. Aiguaviva de Bergantes) — муніципалітет в Іспанії, у складі автономної спільноти Арагон, у провінції Теруель. Населення — 693 особи (2010).
Муніципалітет розташований на відстані близько 300 км на схід від Мадрида, 95 км на північний схід від міста Теруель.

## Демографія
Динаміка населення (INE ):